# Licet dudum
Licet dudum е папска була на римския папа Климент V, издадена във френския град Авиньон на 18 декември 1312 г., относно предаване правата и имуществото на ликвидирания Орден на тамплиерите в собственост на Ордена на хоспиталиерите.
Булата разрешава спора между Френската епископия и Светия престол относно имуществото на рицарите-тамплиери. Папата призова френските кардинали и епископи, да предадат имуществата на тамплиерите на Ордена на рицарите-хоспиталиери. Той призова духовенството към послушание и предупреждава за отслабването на Ордена на хоспиталиерите, което би могло да възникне в резултат от отказа на прехвърлянето на имуществото на ликвидирания орден.